# 小田急御殿場ファミリーランド
小田急御殿場ファミリーランド（おだきゅうごてんばファミリーランド）は、かつて静岡県御殿場市にあり小田急電鉄が経営していた遊園地。

## 概要
1974年（昭和49年）11月15日、「自然と人間とのふれあい」をテーマに東名高速道路の御殿場インターチェンジ近くの深沢地区の丘陵地にオープンした
。園内はセンターハウスエリア、プレイランドエリア、スポーツエリア、ピクニックエリアの4つのエリアに分けられていた。
センターハウスエリアはレストランとショップが設けられ、プレイランドエリアは大型娯楽機を主体としたエリアで、スポーツエリアは夏はプール、冬はスケートリンクとして使われ、ピクニックエリアは芝生広場と小塚山からなり、小塚山にはアスレチックコースも併設された。1989年（平成元年）にはカヌーでの激流下りをヒントとし、激流を専用の浮き輪で下るリオ・ブラボーや、園内の渓谷に面した場所に設けられた宙返りコースターのダンガイが登場し、御殿場ファミリーランドの地形を生かした新施設がつくられた。
1980年（昭和55年）には年間100万人の入場者がいたが、1983年に開業した東京ディズニーランドに押され、少子化やレジャーの多様化などで入場者数がピーク時の半分以下まで減少したため、1999年（平成11年）9月5日に閉園した。
閉園の翌年、アウトレットモール運営会社であるチェルシージャパン（現：三菱地所・サイモン）との間で同所を30年間賃借する契約が結ばれ、アウトレットモールの「御殿場プレミアム・アウトレット」としてリニューアルオープンした。観覧車については営業を続けていたが、2015年（平成27年）8月31日に営業終了となり2017年に解体された（観覧車の跡地は小田急リゾーツのホテルが建設された）。現在もアトラクションの一部である水路や橋等が残っている。

## 主な施設
遊園地及びプールは渓谷を挟んで2つのエリアに分かれており、その間は「夢の大橋」で結ばれていた。

### 遊園地
- ガンビット - 吊り下がり式ローラーコースター。ループやひねりが繰り返される。
- ロト・スピン
- シェイク
- ジュークボックス
- ウェーブスインガー - 回転ブランコ。

上記5機種のあるエリアは「スリルバレー」として1995年に開業。遊園地閉園後も2002年のゴールデンウィークまで「御殿場スリルバレー」として営業していた。
- ダンガイ - トーゴ製。1989年7月17日開業。座り乗りと立ち乗りがあるコースター[4]。メリードルフィンを改造。名称は渓谷の縁（断崖絶壁）にある事から。
- メリードルフィン - トーゴ製。全長425m、最大地点25m、最高時速75km。1979年4月29日開業。1982年4月28日には立ち乗り型の車両が登場し、よみうりランドとともに世界初のスタンディングコースターとなった。その後、レールの一部や車両がダンガイに流用された。
- SLコースター
- マッドクラシックコースター
- メガリス - 丸太型のボートで水路を流れるウォーターライド。
- キャニオンラフト
- フェニックス
- ローターウェーブ
- パノラマ大観覧車 - 御殿場プレミアム・アウトレットの一部として残されていた。
- スーパーロード210 - 観覧車乗り場へ行く為の動く歩道。こちらも観覧車と共に残されていたが、末期は休止となっていた。
- メリーゴーランド
- フラワーカップ
- キディシャトル - 子供向け往復式コースター。
- アニマルトレイン
- スーパースライダー350
- ジャングルアドベンチャー
- ポニーがいて乗ることもできた

### プール
- リオ・ブラボー - 浮き輪に乗って滑るウォータースライダー。
  - ワイルドコース - 全長450mの1人乗り専用スライダー。
  - キャニオンコース - 全長200mの2人乗りが可能なスライダー。
- ブラックホール - 暗闇の中を浮き輪に乗って滑るスライダー。
- ウォーターループ - 生身で滑るスライダー。
- メインプール
- 波のプール
- ジャブリンタウン - 子供向け施設。